# Mumintrollet (TV-serie)
Mumintrollet är en svensk TV-serie om Mumintrollen från 1969 i regi av Vivica Bandler och Ulla Berglund. Serien, som är i 13 delar, är skriven av Tove och Lars Jansson, och producerad av Sveriges Radio. Premiärvisningen var den 5 december 1969 i TV2 (Sverige). Serien har gått i repris, senast 1997.
Serien gjorde sig känd för att Mumintrollen tog av sig huvudena en bit in i serien.
Under 2008 sattes serien upp som pjäsen Kungen i Mumindalen på Svenska Teatern i Helsingfors.

## Rollista
- Nils Brandt – Muminpappan
- Birgitta Ulfsson – Muminmamman
- Lasse Pöysti – Mumintrollet
- Gunvor Sandqvist – Misan
- Gustav Wiklund – Rådd-djuret
- Elina Salo – Lilla My
- Lisa Bergström – Filifjonkan
- Gösta Ekman – Kungen
- Marianne Stjernqvist – Fru Karlson
- Roland Hedlund – kuriren
- Bert-Åke Varg – hovdetektiven
- Johnny Eriksson – vakten
- Hunden Grace – hunden Ynk

## Avsnitt
1. Den lyckliga dalen
2. Av med näsan
3. Fjärilar och hovningar
4. Guld och sammet
5. Menuett och spaghetti
6. Rubiner och byxknappar
7. Parad och trolleri
8. Kungen kommer!
9. Kungen blir osynlig
10. Kungen flyger
11. Troll och teater
12. Rampfeber
13. Generalrepetition